# Wenzel Josef von Thun und Hohenstein

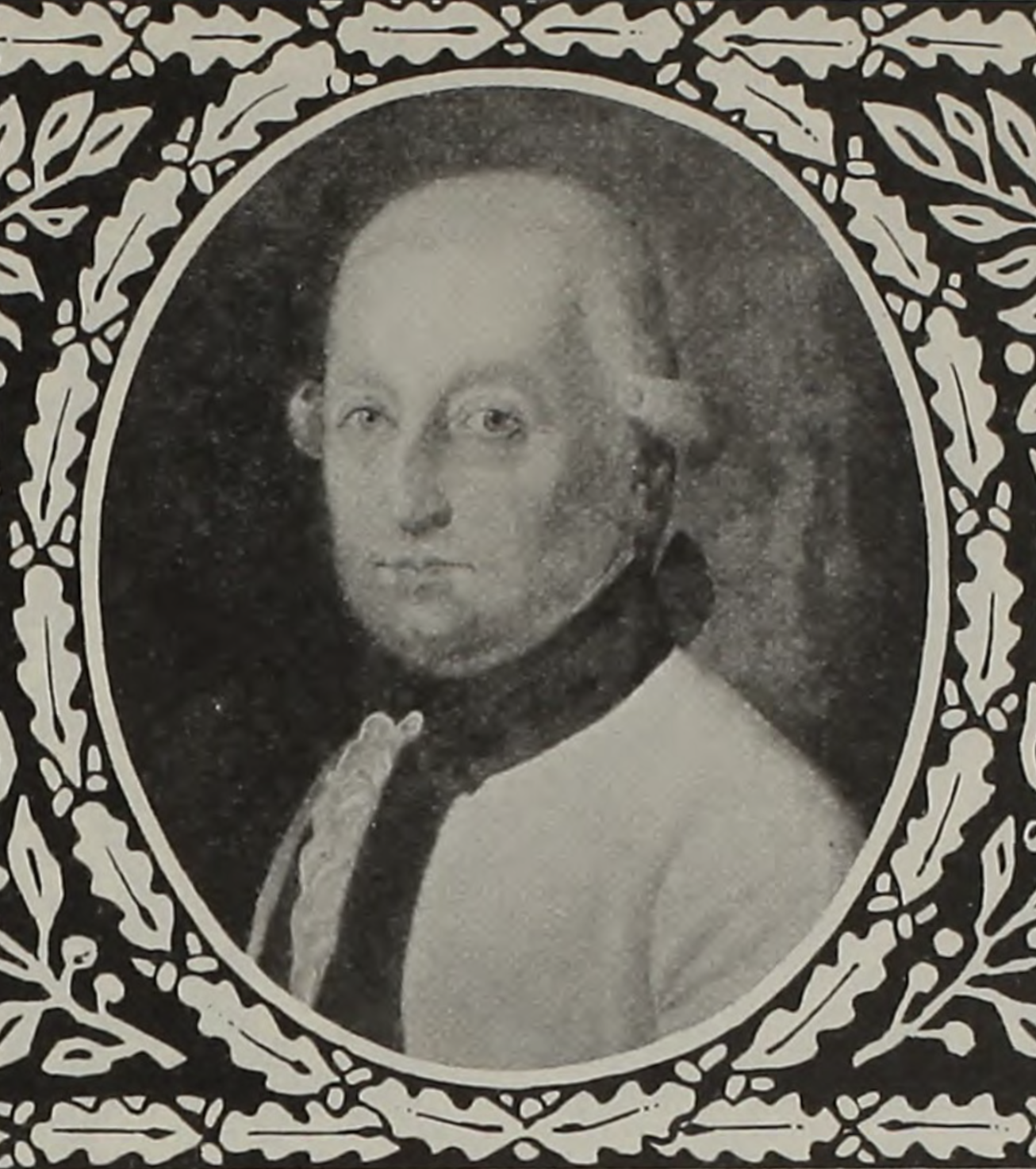
Wenzel Josef von Thun und Hohenstein

Wenzel Josef von Thun und Hohenstein (auch Wenzel Joseph Johann Nepomuk Franz de Paula Kajetan Valentin Reichsgraf von Thun und Hohenstein; * 6. Februar 1737 in Prag, Königreich Böhmen; † 15. Dezember 1796 ebenda) war ein böhmischer Adliger aus der Familie Thun-Hohenstein, Großgrundbesitzer und General der Kaiserlichen Armee.

## Leben
Leopold Leonhard war der dritte Sohn von zwölf Kindern aus der ersten Ehe des Johann Joseph Graf von Thun- und Hohenstein mit Maria Christiana Gräfin von Hohenzollern und Hechingen. Er war Gutsbesitzer und General der Kaiserlichen Armee. Bei der Aufteilung der großen Thuner Herrschaft in vier Teile im Jahr 1785 übernahm er die Herrschaft Tetschen, wo er den Wiederaufbau der Burg initiierte. Er war der Begründer des Tetschener Zweigs der Thuner, der 1911 in den Fürstenstand erhoben wurde. Seit seiner Jugend diente er in der Kaiserlichen Armee. Er wurde am 27. Februar 1778 zum Generalmajor und am 16. Jänner 1790 mit Rang vom 2. April 1789 zum Feldmarschallleutnant befördert. Er beendete seine Karriere als Feldmarschall und als Landeskommandant von Böhmen (1792–1795).

## Familie
Wenzel Josef heiratete am 22. November 1768 Maria Anna Gräfin Kolowrat-Liebsteinsky (* 22. Jänner 1750 in Prag; † 24. August 1828), Dame des Sternkreuzordens und einzige Tochter von Jan Vincenc Kolowrat-Libštejnský (1722–1750), die die Herrschaft Kulm bei Außig geerbt hatte. In Kulm befand sich ein altes Schloss, das zu dieser Zeit nicht mehr den Anforderungen an einen Herrensitz entsprach. Maria Anna ließ daher kurz nach ihrer Heirat ein neues spätbarockes Schloss errichten, das zum Familiensitz wurde, bis ihr Mann die Herrschaft Tetschen erbte. Mit Wenzel Josef von Thun hatte sie drei Kinder. Die älteste Tochter Elisabeth (1783–1860) heiratete zweimal in die Familie Westphalen zu Fürstenberg ein und erbte von ihrer Mutter die Herrschaft Chlumek (beide Schlösser von Chlumec wurden im 20. Jahrhundert abgerissen). Der älteste der Söhne, Josef Wenzel (1785–1787), starb im Säuglingsalter, und der jüngere Sohn, Franz Anton I. von Thun-Hohenstein (1786–1873), wurde Erbe der Herrschaft.
Wenzel Josef hatte insgesamt 23 Geschwister aus den drei Ehen seines Vaters, von denen elf im Kindesalter starben. Der älteste der Brüder František Jan Josef (1734–1800) war der Erbe des Fideikommisses Klösterle an der Eger, der zweitgeborene Prokop Josef (1735–1798) sollte der Erbe von Tetschen werden, aber da er keine Familie hatte, übernahm Wenzel Josef bei der Teilung des väterlichen Erbes im Jahre 1785 das Majorat von Tetschen (zum Tetschener Anteil gehörten die Güter Jílové, Bynov, Podmokly und das Palais in der Nerudova-Straße in Prag). Dem vierten Bruder Jan Nepomuk (1742–1811) wurde das Gut Choltice als Erbteil zugeteilt. Ein anderer der Brüder, Leopold Leonard (1748–1826), war Fürstbischof in Passau. Der jüngste der Brüder, der das Erwachsenenalter erreichte, war Anton (1754–1840), der Begründer einer weiteren Familienlinie, die sich später auf Schloss Poběžovice niederließ. Mehrere von Wenzels Schwestern heirateten prominente Mitglieder des böhmischen Hochadels (Karel Jan von Ditrichstein, Leopold von Clary-Aldringen, Jan Vojtěch Černín von Chudenice).